# Chamborigaud
Chamborigaud es una población y comuna francesa, en la región de Languedoc-Rosellón, departamento de Gard, en el distrito de Alès y cantón de Génolhac.

## Demografía
| 1317 | 1083 | 869 | 872 | 716 | 731 |
| Para los censos de 1962 a 1999 la población legal corresponde a la población sin duplicidades (Fuente: INSEE [Consultar]) |      |     |     |     |     |